# 26 maja
26 maja jest 146. (w latach przestępnych 147.) dniem w kalendarzu gregoriańskim. Do końca roku pozostaje 219 dni.

## Święta
- Imieniny obchodzą: Adalwin, Adalwina, Alwin, Alwina, Angelika, Eleuteria, Eleuteriusz, Eleutery, Emil, Ewelina, Filip, Filip Neriusz, Karp, Kwadrat, Lambert, Lamberta, Paulina, Teodor, Więcemił, Zachariasz i Zachary.
- Gruzja – Święto Niepodległości
- Kościół Katolicki Mariawitów – wspomnienie męczeńskiej śmierci arcybiskupa, św. Michała Kowalskiego
- Polska – Dzień Matki
- Wspomnienia i święta w Kościele katolickim[1][2] obchodzą:
  - św. Eleuteriusz (papież)
  - św. Filip Nereusz (prezbiter)
  - św. Karp (męczennik) (również 13 października)
  - św. Kwadrat Apologeta (uczeń apostołów)
  - św. Piotr Sans i Yordà (męczennik)

## Wydarzenia w Polsce

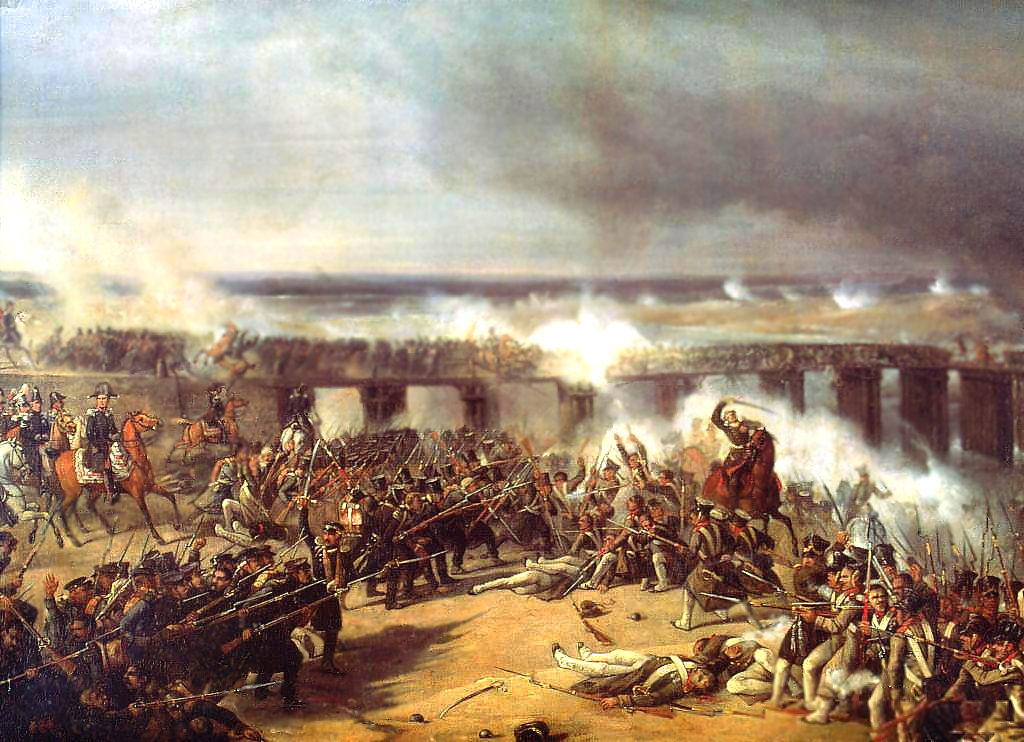
Bitwa pod Ostrołęką dnia 26 maja 1831 roku autorstwa Karola Malankiewicza

- 1331 – W Chęcinach rozpoczął się ogólnopolski wiec zwołany przez króla Władysława Łokietka – początek polskiego parlamentaryzmu.
- 1569 – Wołyń został przyłączony do Korony Królestwa Polskiego.
- 1584 – Uwięziony z rozkazu kanclerza wielkiego koronnego Jana Zamoyskiego hetman kozacki, rotmistrz królewski i kalwinista Samuel Zborowski został ścięty na dziedzińcu zamku wawelskiego.
- 1648 – Powstanie Chmielnickiego: Kozacy pokonali wojska polskie w bitwie pod Korsuniem.
- 1703 – III wojna północna: wojska szwedzkie rozpoczęły oblężenie Torunia.
- 1714 – Druga lokacja Ostrowa Wielkopolskiego.
- 1792 – Wojna polsko-rosyjska: klęska wojsk litewskich w bitwie pod Opsą.
- 1812 – Fryderyk August I przekazał pełnię swojej władzy Radzie Ministrów Księstwa Warszawskiego.
- 1831 – Powstanie listopadowe: klęska powstańców w bitwie pod Ostrołęką.
- 1863 – Powstanie styczniowe: zwycięstwo powstańców w bitwie pod Salichą.
- 1872 – Otwarto dwutorową linię kolejową Inowrocław-Bydgoszcz.
- 1921 – III powstanie śląskie: zakończyła się nierozstrzygnięta bitwa w rejonie Góry św. Anny (21-26 maja).
- 1926 – W Wilnie powstał Białoruski Instytut Gospodarki i Kultury (w czerwcu rozpoczął działalność w Warszawie).
- 1942 – W Wereszczynie na Lubelszczyźnie Niemcy rozstrzelali około 300 Żydów.
- 1943 – Oddział Kedywu AK dokonał masakry 28 Ukraińców we wsiach Strzelce i Tuchanie koło Chełma.
- 1945:
  - Odbył się pierwszy koncert Filharmonii Śląskiej w Katowicach.
  - We Wrocławiu odbyła się defilada wojsk powracających z frontu.
- 1956 – W Krakowie zainaugurował działalność kabaret Piwnica pod Baranami.
- 1957 – Powstało Towarzystwo Rozwoju Ziem Zachodnich.
- 1965 – Stefan (Rudyk) został prawosławnym metropolitą warszawskim i całej Polski.
- 1966 – Brutalnie stłumiono protesty mieszkańców Brzegu w obronie mienia kościelnego.
- 1988 – Otwarto Szpital Centrum Zdrowia Matki Polki w Łodzi.
- 1998 – Oddano do użytku stację warszawskiego metra Centrum.
- 2001 – W Krakowie odsłonięto pomnik psa Dżoka.
- 2006 – Papież Benedykt XVI w ramach swojej pielgrzymki odprawił mszę św. na pl. marsz. Józefa Piłsudskiego w Warszawie.
- 2010 – Po dotarciu fali powodziowej do Bałtyku zakończył się pierwszy etap powodzi.
- 2019 – Odbyły się wybory do Parlamentu Europejskiego.

## Wydarzenia na świecie
- 17 – W Rzymie odbył się triumfalny pochód Germanika.
- 451 – Sasanidzi pokonali powstańców ormiańskich w bitwie pod Awarajr.
- 946 – Król Anglii Edmund Starszy zginął w Pucklechurch od ciosu nożem podczas bójki ze skazanym na wygnanie złodziejem Leofą. Nowym królem został jego młodszy brat Edred.
- 961 – 6-letni Otton II został koronowany na króla niemieckiego.
- 1249 – Król Sardynii Enzio dostał się do dożywotniej niewoli bolońskiej po porażce w bitwie pod Fossaltą.
- 1303 – W Pradze odbył się ślub króla Wacława II z Ryksą Elżbietą i jej koronacja na królową Czech i Polski.
- 1521:
  - Podbój Meksyku przez Hiszpanów: rozpoczęła się bitwa pod Tenochtitlán.
  - Cesarz rzymski Karol V Habsburg ogłosił edykt wormacki skazujący Marcina Lutra i jego zwolenników na banicję.
- 1538 – Jan Kalwin został wypędzony z Genewy.
- 1637 – Wojna z Pekotami: oddział milicji kolonialnej z Connecticut i sprzymierzonych z nią Indian dokonał masakry około 500 Pekotów w ich wiosce obronnej Fort Mystic.
- 1642 – Wojna trzydziestoletnia: zwycięstwo wojsk hiszpańskich nad francuskimi w bitwie pod Honnecourt.
- 1646 – VI wojna wenecko-turecka: zwycięstwo floty weneckiej w bitwie w Cieśninie Dardanelskiej.
- 1653 – Zwycięstwo wojsk kozacko-mołdawskich nad wołoskimi w bitwie nad rzeką Teleżyną.
- 1670 – Wojna Francji z koalicją hiszpańsko-austriacko-lotaryńską: królowie Anglii Karol II Stuart i Francji Ludwik XIV zawarli tajne porozumienie w Dover.
- 1736 – Zwycięstwo Czikasawów nad Francuzami w bitwie pod Ackia.
- 1739 – Założono miasto Los Ángeles w Chile.
- 1762 – John Stuart został premierem Wielkiej Brytanii.
- 1798 – Rewolucja irlandzka: zwycięstwo wojsk brytyjskich w bitwie pod Tara Hill.
- 1800 – Napoleon Bonaparte zdobył miasto Ivrea w północnych Włoszech.
- 1805:
  - Napoleon Bonaparte został koronowany w Mediolanie na króla Włoch.
  - Uczestnicy ekspedycji Lewisa i Clarka po raz pierwszy ujrzeli Góry Skaliste.
- 1818 – Przyjęto nową konstytucję Królestwa Bawarii.
- 1822 – W pożarze kościoła w Grue w Norwegii zginęło od 113 do 117 osób.
- 1828 – Na ulicy w Norymberdze znaleziono Kaspara Hausera.
- 1834 – Samozwańczy król Portugalii Michał I Uzurpator został zmuszony do abdykacji, a na tron powróciła Maria II.
- 1839 – Alfons Maria Liguori, Weronika Giuliani i Pacyfik z San Severino zostali kanonizowani przez papieża Grzegorza XVI.
- 1840 – Duński następca tronu książę Chrystian ożenił się z Luizą Hessen-Kassel.
- 1868:
  - Odbyła się ostatnia publiczna egzekucja w Wielkiej Brytanii
  - Prezydent USA Andrew Johnson uniknął w głosowaniu Senatu jednym głosem procedury impeachmentu.
- 1879 – Podpisano afgańsko-brytyjski traktat pokojowy w Gandamak.
- 1883 – Poświęcono sobór Chrystusa Zbawiciela w Moskwie.
- 1888 – W Jerozolimie została założona żydowska organizacja B’nai B’rith Israel.
- 1892 – Zwodowano brytyjski transatlantyk „Naronic.”
- 1894 – Niemiec Emanuel Lasker został mistrzem świata w szachach.
- 1896:
  - Na nowojorskiej giełdzie pierwszy raz opublikowano indeks Dow Jones.
  - W Moskwie został koronowany ostatni car Rosji Mikołaj II Romanow.
- 1900 – Wojna domowa w Kolumbii: zwycięstwem wojsk konserwatystów zakończyła się bitwa pod Palonegro (11-26 maja).
- 1902 – Pierre Théoma Boisrond-Canal został tymczasowym prezydentem Haiti.
- 1904 – Wojna rosyjsko-japońska: zwycięstwo Japończyków w bitwie pod Jinzhou.
- 1906 – W Londynie otwarto Vauxhall Bridge.
- 1908 – Po siedmioletnich poszukiwaniach brytyjski koncern BP odkrył ropę naftową w Iranie.
- 1910 – Nieopodal Calais zatonął po staranowaniu przez parowiec francuski okręt podwodny „Pluviôse” wraz z całą, 27-osobową załogą.
- 1911 – Założono Brytyjską Partię Socjalistyczną.
- 1917 – Tornado zabiło 101 osób w miejscowości Mattoon w amerykańskim stanie Illinois.
- 1918 – Proklamowano niepodległą Demokratyczną Republikę Gruzji.
- 1920 – Wiaczesław Prokopowycz został premierem Ukraińskiej Republiki Ludowej.
- 1923 – We Francji odbył się pierwszy wyścig samochodowy 24h Le Mans.
- 1931 – W Harbinie w okupowanej przez Japończyków Mandżurii została założona przez rosyjskich emigrantów politycznych Rosyjska Partia Faszystowska.
- 1932 – Aleksandros Papanastasiu został po raz drugi premierem Grecji.
- 1933:
  - Hendrikus Colijn został premierem Holandii.
  - W Niemczech powstała antypolska i rewizjonistyczna organizacja Bund Deutscher Osten.
- 1936:
  - 31 dzieci zginęło w katastrofie promu na rzece Dyja w osadzie Nové Mlýny (obecnie część miejscowości Přítluky) w południowych Morawach.
  - Gwatemala wystąpiła z Ligi Narodów.
- 1937:
  - Egipt został członkiem Ligi Narodów.
  - W ZSRR poinformowano o aresztowaniu pod sfabrykowanym zarzutem szpiegostwa na rzecz Niemiec marszałka Michaiła Tuchaczewskiego.
- 1940 – Front zachodni: rozpoczęła się ewakuacja brytyjskiego korpusu ekspedycyjnego z północnej Francji.
- 1942:
  - II wojna światowa w Afryce: rozpoczęły się bitwy o Bir Hakeim i pod Gazalą.
  - Dokonano oblotu amerykańskiego myśliwca nocnego Northrop P-61 Black Widow.
  - W Moskwie podpisano traktat radziecko-brytyjski.
  - Wojna na Pacyfiku: ok. 160 km na południowy zachód od przylądka Padaran (obecnie Mũi Dinh w Wietnamie) został storpedowany i zatopiony przez amerykański okręt podwodny USS „Salmon” japoński przeddrednot „Asahi” (większość załogi się uratowała).
- 1943 – Bitwa o Atlantyk: niemiecki okręt podwodny U-436 wraz z 47-osobową załogą został zatopiony u północno-zachodniego wybrzeża Hiszpanii bombami głębinowymi przez fregatę HMS „Test” i korwetę HMS „Hyderabad”.
- 1944 – Front zachodni: w wyniku alianckich nalotów w Saint-Étienne zginęło ponad 1000, a w Lyonie 717 osób.
- 1945 – 464 amerykańskie bombowce B-29 dokonały nalotu bombowego na Tokio.
- 1950 – W USA rozpoczęły się przesłuchania przed Specjalną Komisją Senacką do spraw Badania Przestępczości w Handlu Międzystanowym pod przewodnictwem Estesa Kefauvera.
- 1954 – U wybrzeży stanu Rhode Island doszło do serii eksplozji na pokładzie lotniskowca USS „Bennington”, w wyniku czego zginęło 103 członków załogi, a 201 zostało rannych.
- 1958 – Otwarto pierwszą komercyjną Elektrownię jądrową Shippingport w stanie Ohio.
- 1960 – Grzegorz Barbarigo został kanonizowany przez papieża Jana XXIII.
- 1962 – Stranger On The Shore w wykonaniu klarnecisty Ackera Bilka jako pierwszy w historii utwór brytyjskiego wykonawcy zajął pierwsze miejsce na liście przebojów Hot 100 amerykańskiego tygodnika „Billboard”.
- 1966:
  - Gujana uzyskała niepodległość (od Wielkiej Brytanii).
  - W mieście Denizli w Turcji założono klub piłkarski Denizlispor.
- 1968 – Na Islandii wprowadzono ruch prawostronny.
- 1969:
  - Gun Barrel City w Teksasie uzyskało prawa miejskie.
  - Sekretarz generalny ONZ U Thant przedstawił podczas sesji Zgromadzenia Ogólnego raport Człowiek i jego środowisko.
- 1972:
  - Otwarto Stadion Olimpijski w Monachium.
  - W Moskwie Richard Nixon i Leonid Breżniew podpisali układ o ograniczeniu systemów obrony przeciwrakietowej ABM (Traktat ABM).
- 1978 – W Atlantic City otwarto pierwsze legalne kasyno na wschodnim wybrzeżu USA.
- 1980 – Brytyjska interwencja zbrojna na zbuntowanej wyspie Tanna w archipelagu Nowe Hebrydy (obecnie Vanuatu).
- 1981 – Podczas lądowania na pokładzie amerykańskiego lotniskowca USS „Nimitz” rozbił się i zapalił samolot walki elektronicznej i przeciwdziałania radioelektronicznego Northrop Grumman EA-6B Prowler, w wyniku czego zginęło 14 osób, a 45 zostało rannych.
- 1982:
  - Premiera amerykańskiego filmu science fiction E.T. w reżyserii Stevena Spielberga.
  - W hrabstwie Northumberland w północnej Anglii królowa Elżbieta II dokonała otwarcia największego brytyjskiego sztucznego jeziora Kielder Water, gdzie znajduje się też największa w kraju elektrownia wodna.
- 1986:
  - Ukazał się album The Final Countdown szwedzkiej grupy Europe.
  - Wspólnota Europejska przyjęła flagę Unii Europejskiej.
- 1990 – Założono Demokratyczną Partię Rosji.
- 1991:
  - 223 osoby zginęły w katastrofie Boeinga 767 linii Lauda Air w Tajlandii.
  - W Mińsku powstało Międzynarodowe Stowarzyszenie Białorusinów.
  - Zwiad Gamsachurdia został prezydentem Gruzji.
- 1992 – Otwarto linię szybkiej kolei Florencja-Rzym.
- 2002 – Azali Assoumani został prezydentem Komorów.
- 2003 – 75 osób zginęło w Turcji w katastrofie ukraińskiego Jaka-42 lecącego z Biszkeku do Saragossy.
- 2006 – Ahmed Abdallah Mohamed Sambi został prezydentem Komorów.
- 2008 – 8 osób zginęło, a ponad 70 zostało rannych w zamachu bombowym na pociąg pasażerski w mieście Dehiwala na Sri Lance.
- 2009 – Prezydent Nicolas Sarkozy dokonał w Abu Zabi (ZEA) otwarcia pierwszej francuskiej bazy wojskowej w rejonie Zatoki Perskiej.
- 2010:
  - Kamla Persad-Bissessar została pierwszą kobietą-premierem Trynidadu i Tobago.
  - Odbył się pierwszy lot eksperymentalnego, bezzałogowego samolotu z silnikiem strumieniowym Boeing X-51 Waverider.
- 2011:
  - Ikililou Dhoinine został prezydentem Komorów.
  - Został aresztowany serbski zbrodniarz wojenny gen. Ratko Mladić.
- 2012:
  - Siedziba Parlamentu Gruzji została przeniesiona z Tbilisi do Kutaisi.
  - Szwedka Loreen z utworem Euphoria wygrała 57. Konkurs Piosenki Eurowizji w Baku.
- 2014:
  - Konflikt na wschodniej Ukrainie: rozpoczęły się walki o Port lotniczy Donieck.
  - Narendra Modi został premierem Indii.
- 2016 – Azali Assoumani został po raz drugi prezydentem Komorów.
- 2019 – W II turze wyborów prezydenckich na Litwie zwyciężył Gitanas Nausėda, zdobywając 65,9% głosów.
- 2021 – Pracownik firmy transportowej w San Jose w Kalifornii zastrzelił 9 swoich współpracowników, po czym popełnił samobójstwo.
- 2024 – Ubiegający się o reelekcję Gitanas Nausėda pokonał w drugiej turze wyborów prezydenckich na Litwie byłą premier Ingridę Šimonytė.

## Eksploracja kosmosu
- 1969 – Zakończyła się załogowa misja kosmiczna Apollo 10.
- 1980 – Został wystrzelony statek Sojuz 36 z pierwszym węgierskim kosmonautą Bertalanem Farkasem na pokładzie.
- 2008 – Amerykański lądownik Phoenix wylądował w północnych okolicach okołobiegunowych Marsa.

## Urodzili się
- 1264 – Koreyasu, japoński siogun (zm. 1326)
- 1478 – Klemens VII, papież (zm. 1534)
- 1562 – Jakub III, margrabia Badenii-Durlach (zm. 1590)
- 1566 – Mehmed III, sułtan Imperium Osmańskiego (zm. 1603)
- 1575 – Anna Ostrogska, polska księżna (zm. 1635)
- 1591 – Olimpia Maidalchini, włoska zarządczyni dworu papieskiego (zm. 1657)
- 1602 – Philippe de Champaigne, francuski malarz (zm. 1674)
- 1623 – William Petty, angielski filozof, ekonomista, lekarz (zm. 1687)
- 1650 – John Churchill, brytyjski arystokrata, generał (zm. 1722)
- 1653 – Vincenzo Grimani, włoski kardynał, dyplomata (zm. 1710)
- 1667 – Abraham de Moivre, francuski matematyk (zm. 1754)
- 1669 – Sébastien Vaillant, francuski botanik (zm. 1722)
- 1689 – Mary Wortley Montagu, brytyjska arystokratka, pisarka (zm. 1762)
- 1700 – Nikolaus von Zinzendorf, niemiecki teolog ewangelicki, reformator religijny (zm. 1760)
- 1732 – Francesco Sozzi, włoski malarz (zm. 1795)
- 1781 – George Thomas Staunton, brytyjski polityk, pisarz, orientalista (zm. 1859)
- 1782 – Joseph Drechsler, austriacki kompozytor, dyrygent, organista pochodzenia czeskiego (zm. 1852)
- 1799 – Feliks Maciejowski, polski lekarz (zm. 1882)
- 1806 – Louis-Marie-Joseph-Eusèbe Caverot, francuski duchowny katolicki, arcybiskup Lyonu i prymas Galii, kardynał (zm. 1887)
- 1810 – Christen Købke, duński malarz (zm. 1848)
- 1811 – Luigi Sodo, włoski duchowny katolicki, biskup, Sługa Boży (zm. 1895)
- 1820 – Maria Katarzyna Kasper, niemiecka zakonnica, święta (zm. 1898)
- 1821 – Amalie Dietrich, niemiecka botanik, zoolog, badaczka Australii (zm. 1891)
- 1822 – Edmond de Goncourt, francuski pisarz (zm. 1896)
- 1823 – William Pryor Letchworth, amerykański przedsiębiorca, filantrop (zm. 1910)
- 1826 – Elżbieta Romanowa, rosyjska wielka księżna, księżniczka Nassau (zm. 1845)
- 1835 – Edward Alexander, amerykański oficer wojsk inżynieryjnych, dyrektor wykonawczy i prezes linii kolejowych, pisarz (zm. 1910)
- 1836 – Mieczysław Paszkowski, polski pisarz, dziennikarz (zm. 1873)
- 1837:
  - Władysław Małachowski, polski fotograf, wynalazca, konstruktor, przemysłowiec (zm. 1900)
  - Washington Augustus Roebling, amerykański oficer, inżynier pochodzenia niemieckiego (zm. 1926)
- 1849 – Hubert von Herkomer, brytyjski malarz, grafik, kompozytor, pionier techniki filmowej pochodzenia niemieckiego (zm. 1914)
- 1850 – Amélie Lundahl, fińska malarka (zm. 1914)
- 1851 – Karol d’Abancourt de Franqueville, polski prawnik, działacz społeczny i polityczny pochodzenia francuskiego (zm. 1913)
- 1852 – Władysław Michał Zaleski, polski duchowny katolicki, patriarcha Antiochii, nuncjusz apostolski, podróżnik, przyrodnik (zm. 1925)
- 1853 – John Wesley Hardin, amerykański bandyta, rewolwerowiec (zm. 1895)
- 1859:
  - Aleksandra Klamrzyńska, polska śpiewaczka operowa (zm. 1946)
  - Arthur Marvin, amerykański pionier kina (zm. 1911)
  - Adam Sołowij, polski ginekolog-położnik, wykładowca akademicki (zm. 1941)
- 1860 – Stanislas Henri Verjus, włoski duchowny katolicki, biskup, wikariusz apostolski Nowej Brytanii i koadiutor wikariusza apostolskiego Nowej Gwinei, czcigodny Sługa Boży (zm. 1892)
- 1861 – Charles H. Turner, amerykański prawnik, polityk (zm. 1913)
- 1863 – Bob Fitzsimmons, brytyjski bokser (zm. 1917)
- 1864 – Francis Vielé-Griffin, francuski poeta (zm. 1937)
- 1867 – Maria Teck, królowa Wielkiej Brytanii i cesarzowa Indii (zm. 1953)
- 1868:
  - Karol Zyndram Maszkowski, polski malarz, pedagog (zm. 1938)
  - Otton Steinborn, polski lekarz, polityk, prezydent Torunia pochodzenia niemieckiego (zm. 1936)
- 1869 – Helena Żelewska, polska nauczycielka, działaczka społeczna (zm. 1937)
- 1870 – Max Steckel, niemiecki fotograf (zm. 1947)
- 1871:
  - Camille Huysmans, belgijski filolog, samorządowiec, polityk, burmistrz Antwerpii, premier Belgii (zm. 1968)
  - Felix Stransky, austriacki bankier, działacz społeczny pochodzenia żydowskiego (zm. 1950)
- 1872 – António Maria da Silva, portugalski polityk, premier Portugalii (zm. 1950)
- 1873:
  - Olaf Gulbransson, norweski malarz, grafik, karykaturzysta (zm. 1958)
  - Hans Ludendorff, niemiecki astronom, astrofizyk (zm. 1941)
  - Fritz Ryser, szwajcarski kolarz szosowy i torowy (zm. 1916)
- 1874:
  - Henri Farman, francuski pionier lotnictwa pochodzenia brytyjskiego (zm. 1958)
  - Laura Montoya, kolumbijska zakonnica, święta (zm. 1949)
- 1877:
  - Sadao Araki, japoński generał (zm. 1966)
  - (lub 27 maja 1878) Isadora Duncan, amerykańska tancerka (zm. 1927)
- 1879 – Jegor Sazonow, rosyjski rewolucjonista, zamachowiec (zm. 1910)
- 1881:
  - Adolfo de la Huerta, meksykański generał, polityk, tymczasowy prezydent Meksyku (zm. 1955)
  - Czesław Kędzierski, polski literat, dziennikarz (zm. 1947)
- 1882:
  - Édouard Barthe, francuski polityk (zm. 1949)
  - Bohdan Jarociński, polski komandor porucznik (zm. 1954)
  - Jan Krudowski, polski porucznik kapelmistrz (zm. 1940)
  - Jess McMahon, amerykański promotor i organizator sportowy pochodzenia irlandzkiego (zm. 1954)
- 1883 – Peter Kürten, niemiecki seryjny morderca (zm. 1931)
- 1884 – Alexander Wiley, amerykański polityk, senator (zm. 1967)
- 1886 – Al Jolson, amerykański pianista, autor piosenek, komik, aktor pochodzenia żydowskiego (zm. 1950)
- 1887 – Ba U, birmański prawnik, polityk, prezydent Birmy (zm. 1963)
- 1889 – Victor Linart, belgijski kolarz szosowy i torowy (zm. 1977)
- 1890:
  - Samuił Fejnberg, rosyjski pianista, kompozytor pochodzenia żydowskiego (zm. 1962)
  - Viola Brothers Shore, amerykańska prawnik, poetka, scenarzystka filmowa (zm. 1970)
- 1891:
  - Oskar Halecki, polski historyk, mediewista, bizantynolog, dyplomata (zm. 1973)
  - Janez Jalen, słoweński duchowny katolicki, pisarz (zm. 1966)
  - Paul Lukas, amerykański aktor pochodzenia węgierskiego (zm. 1971)
  - Mamie Smith, amerykańska aktorka, tancerka, piosenkarka (zm. 1946)
- 1893 – Eugene Aynsley Goossens, brytyjski kompozytor, dyrygent (zm. 1962)
- 1895:
  - Dorothea Lange, amerykańska fotografka (zm. 1965)
  - Jenő Pártos, węgierski muzyk, kompozytor, autor tekstów piosenek (zm. 1963)
- 1896:
  - Vitalien Laurent, francuski asumpcjonista, historyk, bizantynolog (zm. 1973)
  - Olga Martusiewicz-Maresch, polska pianistka, pedagog (zm. 1962)
- 1897 – Kazimierz Staszewski, polski pedagog, krajoznawca, publicysta, działacz społeczno-polityczny (zm. 1968)
- 1898:
  - Rudolf Lew, polski porucznik piechoty (zm. 1923)
  - Artur Nacht-Samborski, polski malarz (zm. 1974)
  - Harold Wolff, amerykański neurolog (zm. 1962)
- 1899 – Pieter Menten, holenderski przedsiębiorca, kolekcjoner dzieł sztuki, zbrodniarz wojenny (zm. 1987)
- 1900:
  - Richard Henkes, niemiecki duchowny katolicki, pallotyn, męczennik (zm. 1945)
  - Vítězslav Nezval, czeski poeta, prozaik, tłumacz (zm. 1958)
  - Władysław Przybysz, polski piłkarz, trener (zm. 1976)
  - Margit Sielska-Reich, polsko-ukraińska malarka (zm. 1980)
- 1901 – Dominik Iturrate Zubero, baskijski trynitarz, błogosławiony (zm. 1927)
- 1902:
  - Aleksandr Braunstein, rosyjski biochemik pochodzenia żydowskiego (zm. 1986)
  - Nektariusz (Grigorjew), rosyjski biskup prawosławny (zm. 1969)
  - Ottó Hatz, węgierski florecista (zm. 1977)
- 1903:
  - Bolesław Orski, polski aktor (zm. 1984)
  - Feliks Rak, polski poeta i działacz ludowy (zm. 1992)
  - Les Tarrant, brytyjski bokser (zm. 1979)
- 1904:
  - Glikierija Bogdanowa-Czesnokowa, rosyjska aktorka (zm. 1983)
  - George Formby, brytyjski piosenkarz, aktor komediowy (zm. 1961)
  - Vlado Perlemuter, francuski pianista pochodzenia żydowskiego (zm. 2002)
- 1905:
  - René Bondoux, francuski florecista (zm. 2001)
  - Paulin Frydman, polski szachista pochodzenia żydowskiego (zm. 1982)
  - Burnett Guffey, amerykański operator filmowy (zm. 1983)
  - Włodzimierz Kawecki, polski podporucznik rezerwy, malarz, poeta, grafik, leśnik (zm. 1940)
  - Tadeusz Kostecki, polski pisarz (zm. 1966)
- 1906:
  - Zofia Chenclewska, polska lekkoatletka, tancerka, sanitariuszka w powstaniu warszawskim (zm. 1944)
  - Léon Flament, belgijski wioślarz (zm. ?)
  - Maria Feliksa Kozłowska, polska specjalistka nauk rolniczych (zm. 1980)
  - Pierre Prévert, francuski reżyser i scenarzysta filmowy (zm. 1988)
  - Mauri Rose, amerykański kierowca wyścigowy (zm. 1981)
  - Władysław Turowski, polski pisarz, poeta, kompozytor (zm. 1983)
- 1907 – John Wayne, amerykański aktor (zm. 1979)
- 1908:
  - Aleksiej Arbuzow, rosyjski dramaturg (zm. 1986)
  - Robert Morley, brytyjski aktor (zm. 1992)
- 1909:
  - Leonid Boczarow, radziecki generał major (zm. 1964)
  - Matt Busby, szkocki piłkarz, trener (zm. 1994)
- 1910:
  - Imi Lichtenfeld, izraelski zawodnik sztuk walki, twórca krav magi (zm. 1998)
  - Adolfo López Mateos, meksykański polityk, prezydent Meksyku (zm. 1969)
  - Oldřich Mikulášek, czeski poeta, publicysta (zm. 1985)
  - Laurance Rockefeller, amerykański finansista, filantrop (zm. 2004)
  - Adolf Rosner, polsko-białouski trębacz jazzowy, kompozytor pochdzenia żydowskiego (zm. 1976)
- 1911 – Maurice Baquet, francuski aktor, wiolonczelista (zm. 2005)
- 1912 – János Kádár, węgierski polityk, działacz komunistyczny, sekretarz generalny KC Węgierskiej Socjalistycznej Partii Robotniczej, premier Węgier (zm. 1989)
- 1913:
  - Peter Cushing, brytyjski aktor (zm. 1994)
  - Jan Obłąk, polski duchowny katolicki, biskup warmiński (zm. 1988)
- 1914:
  - Irmã Dulce, brazylijska zakonnica, święta (zm. 1992)
  - Anna Jachnina, polska reporterka radiowa (zm. 1996)
  - Leon Więckiewicz, polski duchowny katolicki, Sługa Boży (zm. 1944)
- 1915:
  - Władysław Forbert, polski operator filmowy (zm. 2001)
  - Arne Larsson, Szwed, pierwszy człowiek ze wszczepionym rozrusznikiem serca (zm. 2001)
  - Srđan Mrkušić, chorwacki piłkarz, bramkarz (zm. 2007)
- 1916:
  - Halil İnalcık, turecki pisarz, historyk (zm. 2016)
  - Moondog, amerykański muzyk, wokalista, kompozytor, poeta (zm. 1999)
- 1917:
  - Vittorio Chierroni, włoski narciarz alpejski (zm. 2006)
  - Paul Alfons von Metternich-Winneburg, niemiecki kierowca wyścigowy (zm. 1992)
  - Paweł Sczaniecki, polski benedyktyn, liturgista, historyk (zm. 1998)
- 1918 – Irving Janis, amerykański psycholog (zm. 1990)
- 1919:
  - Rubén González, kubański pianista, kompozytor, członek zespołu Buena Vista Social Club (zm. 2003)
  - Juliusz Stroynowski, polski historyk, socjolog, publicysta, tłumacz, działacz emigracyjny (zm. 1991)
- 1920:
  - Luisa Cuesta, urugwajska aktywistka na rzecz praw człowieka (zm. 2018)
  - John Dall, amerykański aktor (zm. 1971)
  - Henrik Hansen, duński zapaśnik (zm. 2010)
  - Peggy Lee, amerykańska aktorka, piosenkarka (zm. 2002)
  - János Szerednyei, węgierski duchowny katolicki, zesłaniec (zm. 1948)
- 1921:
  - György Bárdy, węgierski aktor (zm. 2013)
  - Walter Laqueur, amerykański historyk, publicysta (zm. 2018)
  - Stan Mortensen, angielski piłkarz, trener (zm. 1991)
  - Arthur Rook, brytyjski strzelec sportowy (zm. 1989)
  - Mordecai Roshwald, izraelsko-amerykański pisarz, filozof (zm. 2015)
- 1922:
  - Wanda Gosławska, polska artystka plastyk, ceramiczka, rzeźbiarka (zm. 2020)
  - Herbert Schade, niemiecki lekkoatleta, długodystansowiec (zm. 1994)
- 1923:
  - James Arness, amerykański aktor (zm. 2011)
  - Roy Dotrice, brytyjski aktor (zm. 2017)
  - Jozef Marko, słowacki piłkarz, trener (zm. 1996)
  - Horst Tappert, niemiecki aktor (zm. 2008)
- 1924:
  - Arnaldo Benfenati, włoski kolarz szosowy i torowy (zm. 1986)
  - Cooper Evans, amerykański polityk (zm. 2005)
- 1925:
  - Zdzisław Hellwig, polski ekonomista, wykładowca akademicki (zm. 2013)
  - Henryk Majewicz, polski zegarmistrz, żołnierz AK, uczestnik powstania warszawskiego (zm. 2013)
  - Alec McCowen, brytyjski aktor (zm. 2017)
  - Stefan Sękowski, polski chemik, żołnierz AK, uczestnik powstania warszawskiego, działacz opozycji antykomunistycznej (zm. 2014)
- 1926 – Miles Davis, amerykański trębacz jazzowy, kompozytor (zm. 1991)
- 1927:
  - Christian Graf von Krockow, niemiecki politolog, historyk, pisarz, publicysta (zm. 2002)
  - Anna Jakubowska, polska działaczka kombatancka i społecznościowa, uczestniczka powstania warszawskiego (zm. 2022)
  - Jerzy Krzyżanowski, polski inżynier, profesor nauk technicznych, wykładowca akademicki, samorządowiec (zm. 2021)
  - Maciej Wężyk, polski koszykarz, trener i sędzia koszykarski (zm. 1994)
- 1928:
  - Stanisław Cześnin, polski dziennikarz (zm. 1997)
  - Raimo Ilaskivi, fiński ekonomista, samorządowiec, polityk
  - Jack Kevorkian, amerykański lekarz, patolog, propagator eutanazji pochodzenia ormiańskiego (zm. 2011)
- 1929:
  - Hugo Raes, belgijski prozaik, poeta (zm. 2013)
  - Czesław Rajtar, polski piłkarz (zm. 2017)
- 1930:
  - Kajetan Hądzelek, polski historyk sportu, działacz sportowy (zm. 2024)
  - Alojzy Nagel, kaszubski poeta, prozaik (zm. 1998)
  - Əbdürrəhman Vəzirov, azerski pamiętnikarz, polityk komunistyczny (zm. 2022)
  - Kazimierz Wajda, polski historyk, wykładowca akademicki (zm. 2020)
- 1931:
  - Mieczysław Czychowski, polski malarz, rysownik, rzeźbiarz, poeta (zm. 1996)
  - Sven Delblanc, szwedzki pisarz, literaturoznawca (zm. 1992)
  - Antoni Dziatkowiak, polski kardiochirurg
  - Marian Nietupski, polski wioślarz
  - Helena Stachová, czeska tłumaczka polskiej literatury
- 1932:
  - Frank Beyer, niemiecki reżyser i scenarzysta filmowy (zm. 2006)
  - Jacek Dmoch, polski entomolog, wykładowca akademicki (zm. 1997)
  - Luigi Mazzella, włoski urzędnik państwowy, polityk
  - Czesław Skotarczak, polski malarz, strażak-ochotnik (zm. 1997)
- 1933:
  - Jean Graczyk, francuski kolarz szosowy pochodzenia polskiego (zm. 2004)
  - Wojciech Szkiela, polski dziennikarz i działacz sportowy (zm. 2013)
- 1934:
  - Włodzimierz Czarniak, polski narciarz alpejski, architekt (zm. 2004)
  - Paolo Mietto, włoski duchowny katolicki, wikariusz apostolski Napo (zm. 2020)
  - Dullah Omar, południowoafrykański prawnik, polityk (zm. 2004)
  - Mike Rawson, brytyjski lekkoatleta, średniodystansowiec (zm. 2000)
- 1935 – Dżansug Kachidze, gruziński dyrygent (zm. 2002)
- 1936:
  - Natalja Gorbaniewska, rosyjska poetka, dziennikarka, dysydentka, tłumaczka (zm. 2013)
  - Richard Harrison, amerykański aktor, reżyser, scenarzysta i producent filmowy
  - Franz Magnis-Suseno, niemiecki hrabia, teolog katolicki, filozof
  - Domingo Romera, hiszpański przedsiębiorca, kapitan, polityk, eurodeputowany (zm. 2022)
  - Hiroshi Saeki, japoński piłkarz
  - Beth Whittall, kanadyjska pływaczka (zm. 2015)
- 1937:
  - Alfredo Cattabiani, włoski publicysta, pisarz, wydawca i historyk religii, symbolista, tradycjonalista religijny i kulturowy (zm. 2003)
  - Władysław Gollob, polski konstruktor lotniczy, przedsiębiorca, działacz żużlowy
  - Raúl Páez, argentyński piłkarz
  - Livio Trapè, włoski kolarz szosowy
- 1938:
  - Jaki Liebezeit, niemiecki perkusista, członek zespołu Can (zm. 2017)
  - Ludmiła Pietruszewska, rosyjska pisarka, poetka, scenarzystka, piosenkarka
  - Teresa Stratas, kanadyjska śpiewaczka operowa (sopran), aktorka pochodzenia włoskiego
  - Peter Westbury, brytyjski kierowca wyścigowy (zm. 2015)
- 1939:
  - Sergiu Celac, rumuński prawnik, dyplomata, polityk
  - Manfred Kanther, niemiecki prawnik, polityk
  - Merab Kostawa, gruziński dysydent, więzień polityczny (zm. 1989)
  - Andrzej Milczanowski, polski prawnik, polityk, szef Urzędu Ochrony Państwa, minister spraw wewnętrznych (zm. 2024)
  - Brunello Spinelli, włoski piłkarz wodny (zm. 2018)
- 1940:
  - Jerome Hanus, amerykański duchowny katolicki, arcybiskup Dubuque
  - Levon Helm, amerykański muzyk rockowy, multiinstrumentalista, perkusista, członek zespołu The Band (zm. 2012)
- 1941:
  - Aldrich Ames, amerykański oficer CIA, szpieg radziecki i rosyjski
  - Imants Kalniņš, łotewski kompozytor
- 1942:
  - Metin Alakoç, turecki zapaśnik
  - Ulf Eriksson, szwedzki piłkarz, sędzia piłkarski
  - George Rassas, amerykański duchowny katolicki, biskup pomocniczy Chicago
  - Görel Thurdin, szwedzka polityk
  - Józef Wancer, polski bankowiec
- 1943:
  - Klaus-Jürgen Bathe, niemiecki profesor inżynierii mechanicznej
  - Grapete, brazylijski piłkarz
- 1944:
  - Bogdan Blindow, polski animator kultury (zm. 1997)
  - Jan Schakowsky, amerykańska polityk, kongreswoman
  - Piotr Szalsza, polski reżyser, muzyk, tłumacz, pisarz, dziennikarz, publicysta
- 1945:
  - Henryk Dolecki, polski prawnik, wykładowca akademicki
  - Tichon (Iwanow), bułgarski biskup prawosławny
  - Ryszard Karalus, polski piłkarz, trener i działacz piłkarski
  - Teresa Liszcz, polska prawnik, polityk, poseł na Sejm i senator RP, sędzia TK
  - Ernő Noskó, węgierski piłkarz
- 1946:
  - Werner Bleiner, austriacki narciarz alpejski
  - Henri Françillon, haitański piłkarz, bramkarz
  - Nicola Piovani, włoski kompozytor muzyki filmowej
  - Ruprecht Polenz, niemiecki polityk
  - Gil Carlos Rodríguez Iglesias, hiszpański prawnik, sędzia i przewodniczący TSUE (zm. 2019)
  - Mick Ronson, brytyjski gitarzysta (zm. 1993)
- 1947:
  - Ernst Claußmeyer, niemiecki kolarz torowy
  - Goran Dodig, chorwacki psychiatra, polityk
  - Władysław Mańkut, polski bankowiec, polityk, senator RP
  - Hiszam Rustum, tunezyjski aktor (zm. 2022)
- 1948:
  - Galina Gopczenko, radziecka lekkoatletka, skoczkini w dal
  - Leon Kieres, polski prawnik, samorządowiec, polityk, senator RP, prezes IPN, sędzia TK
  - Corinne Le Poulain, francuska aktorka (zm. 2015)
  - Stevie Nicks, amerykańska piosenkarka, kompozytorka
  - Philippe Rukamba, rwandyjski duchowny katolicki, biskup Butare
  - István Tarlós, węgierski polityk, samorządowiec, burmistrz Budapesztu
  - Seyfi Tatar, turecki bokser
- 1949:
  - Ricardo Arredondo, meksykański bokser
  - Tomasz Borecki, polski leśnik, wykładowca akademicki
  - Jeremy Corbyn, brytyjski polityk
  - Ward Cunningham, amerykański informatyk, pomysłodawca Wiki
  - Maria Dzieża, polska wioślarka
  - Pam Grier, amerykańska aktorka
  - Dayle Haddon, kanadyjska aktorka (zm. 2024)
  - Bernard Hanaoka, polski projektant mody, aktor, reżyser teatralny, kostiumolog pochodzenia japońsko-włosko-niemieckiego (zm. 2017)
  - Adam Jan Karpiński, polski filozof, socjolog, wykładowca akademicki
  - Jan Rybowicz, polski poeta, prozaik (zm. 1990)
  - Ryszard Sadaj, polski poeta, prozaik
  - Philip Michael Thomas, amerykański aktor
- 1950:
  - Zygmunt Błaż, polski polityk, samorządowiec, wojewoda, starosta brzozowski
  - Renato Brunetta, włoski politolog, polityk
  - Wasyl Jurczenko, ukraiński kajakarz, kanadyjkarz
  - Ewa Klamt, niemiecka polityk
  - Marie Lundquist, szwedzka poetka, dziennikarka, eseistka, tłumaczka
  - Ilie Sârbu, rumuński teolog prawosławny, ekonomista, polityk
  - Alberto Taveira Corrêa, brazylijski duchowny katolicki, arcybiskup Belém do Pará
- 1951:
  - Muhammad Faris, syryjski pilot wojskowy, podpułkownik, kosmonauta (zm. 2024)
  - José Francisco Jovel, salwadorski piłkarz
  - David Kabua, marszalski polityk, prezydent Wysp Marshalla
  - Sally Ride, amerykańska fizyk, astronautka (zm. 2012)
  - Oldřich Rott, czeski piłkarz
- 1952:
  - Benedetto Adragna, włoski dziennikarz, związkowiec, polityk
  - Tom McMillen, amerykański koszykarz
  - Giuseppe Pinto, włoski duchowny katolicki, arcybiskup, nuncjusz apostolski
  - Andrzej Szopa, polski aktor (zm. 2022)
- 1953:
  - Julia Pitera, polska polityk, poseł na Sejm RP, eurodeputowana
  - Michael Portillo, brytyjski dziennikarz, polityk
  - Jan Woźniak, polski samorządowiec, burmistrz Otmuchowa
- 1954:
  - Baburam Bhattarai, nepalski polityk, premier Nepalu
  - Marian Gold, niemiecki wokalista, kompozytor, autor tekstów, członek zespołu Alphaville
  - Erich Hackl, austriacki pisarz, tłumacz
  - Alan Hollinghurst, brytyjski pisarz
  - Peter Machado, indyjski duchowny katolicki, arcybiskup metropolita Bangalore
  - Danny Rolling, amerykański seryjny morderca (zm. 2006)
  - Wolfgang Sidka, niemiecki piłkarz, trener
- 1955:
  - Doris Dörrie, niemiecka aktorka, scenarzystka, reżyserka i producentka filmowa
  - Mirosław P. Jabłoński, polski pisarz science fiction, scenarzysta filmowy, tłumacz, dziennikarz, podróżnik
  - Aleksandrs Starkovs, łotewski piłkarz, trener pochodzenia rosyjskiego
  - Janusz Śniadek, polski związkowiec, przewodniczący NSZZ „Solidarność”, polityk, poseł na Sejm RP
  - Tomasz Zeliszewski, polski perkusista, autor tekstów, członek zespołu Budka Suflera
- 1956:
  - Krystyna Dmochowska, polska aktorka (zm. 2011)
  - Lisa Niemi, amerykańska aktorka, scenarzystka, reżyserka i producentka filmowa
  - Krzysztof Olczak, polski akordeonista, kompozytor, pedagog
  - Andrzej Pawłowski, polski nauczyciel, polityk, poseł na Sejm RP
  - Paul Put, belgijski piłkarz, trener
  - Nenad Stojković, serbski piłkarz, trener
  - Simon Tahamata, holenderski piłkarz
- 1957:
  - Mary Flora Bell, brytyjska morderczyni
  - Wasilij Fomin, rosyjski zapaśnik (zm. 2024)
  - Patria Jiménez, meksykańska polityczka
  - Roberto Ravaglia, włoski kierowca wyścigowy
  - Jan Smarduch, polski polityk samorządowy
  - Charles Van Eman, amerykański aktor, reżyser, scenarzysta i producent filmowy
- 1958:
  - Arto Bryggare, fiński lekkoatleta, płotkarz, polityk
  - Cho Byung-deuk, południowokoreański piłkarz, bramkarz, trener
  - Wayne Hussey, brytyjski gitarzysta, lider zespołu The Mission
  - Wiktar Szejman, białoruski wojskowy, polityk, prokurator generalny
- 1959:
  - Fabio Berardi, sanmaryński polityk, kapitan regent San Marino
  - Filip Borowski, polski satyryk, aktor, tekściarz, konferansjer
  - Róger Flores, kostarykański piłkarz, trener
  - Kevin Gage, amerykański aktor
  - Jens Rasmussen, duński żużlowiec
  - Jerzy Sikora, polski duchowny katolicki, poeta, krytyk literacki, literaturoznawca
- 1960:
  - Slimane Dazi, francuski aktor
  - Doug Hutchison, amerykański aktor
  - Ewa Karbowska, polska poetka, dziennikarka, publicystka, tłumaczka (zm. 2025)
  - Artur Kocięcki, polski aktor, prozaik, poeta, animator kultury
  - Dean Lukin, australijski sztangista
  - Nikon (Mironow), rosyjski biskup prawosławny
  - Artur Popek, polski malarz, grafik
  - Błażej Torański, polski dziennikarz, publicysta
  - Romas Ubartas, litewski lekkoatleta, dyskobol
- 1961:
  - Piotr Gębica, polski geograf, wykładowca akademicki
  - Susan Hearnshaw, brytyjska lekkoatletka, skoczkini w dal
  - Wasilij Szyszow, rosyjski bokser
  - Juris Tone, łotewski bobsleista
  - Bogumiła Umińska, polska regionalistka, historyk, muzealnik
- 1962:
  - Jewgienij Biełousow, rosyjski saneczkarz (zm. 2023)
  - Black, brytyjski piosenkarz, kompozytor (zm. 2016)
  - Erik Stenlund, szwedzki żużlowiec
  - Krzysztof Warlikowski, polski reżyser teatralny
- 1963:
  - Simon Armitage, brytyjski prozaik, dramaturg, poeta
  - Hinrich Romeike, niemiecki jeździec sportowy
- 1964:
  - Lenny Kravitz, amerykański piosenkarz, producent muzyczny
  - Walerij Sałow, rosyjski szachista
  - Hiroshi Shimizu, japoński reżyser filmowy
  - Carl Thompson, brytyjski bokser
- 1965:
  - Dirk Holemans, belgijski inżynier, filozof, wykładowca akademicki, polityk
  - Friso Nijboer, holenderski szachista
  - Adam Parr, brytyjski przedsiębiorca
  - Francisco Pistilli, paragwajski duchowny katolicki, biskup Encarnación
  - Christophe Point, francuski piłkarz, trener
  - Miri Regew, izraelska polityk
  - Violeta Szekely, rumuńska lekkoatletka, biegaczka średniodystansowa
  - Mirosław Tomasik, polski hokeista
- 1966:
  - Helena Bonham Carter, brytyjska aktorka
  - Mattias Hubrich, nowozelandzki narciarz alpejski
  - Shona Robison, szkocka polityk
  - Ewa Stachowska, polska biochemik, wykładowczyni akademicka
  - Artur Żmijewski, polski reżyser, fotograf, artysta
- 1967:
  - Piotr Fedorczyk, polski dziennikarz, poeta (zm. 2013)
  - Ulf Johansson, szwedzki biathlonista
  - Kevin Moore, amerykański muzyk, kompozytor, wokalista, członek zespołów: Dream Theater, Fates Warning, Chroma Key i Office of Strategic Influence
  - Kristen Pfaff, amerykańska basistka, wokalistka, członkini zespołów Janitor Joe i Hole (zm. 1994)
  - Bartłomiej Topa, polski aktor, producent filmowy
- 1968:
  - Fernando León de Aranoa, hiszpański scenarzysta i reżyser filmowy
  - Fryderyk X, król Danii
  - Anna Ignatowicz-Glińska, polska kompozytorka
  - Piotr Korytkowski, polski samorządowiec, prezydent Konina
- 1969:
  - Rihards Kozlovskis, łotewski funkcjonariusz policji i służb specjalnych, prawnik, polityk
  - Robert Paczków, polski zapaśnik, sumita
- 1970:
  - Erik Bánki, węgierski polityk, eurodeputowany
  - Julien Boisselier, francuski aktor
  - Peter Frank, duński piłkarz
  - Alex Garland, brytyjski pisarz, reżyser, scenarzysta i producent filmowy
  - Kylie Ireland, amerykańska aktorka pornograficzna
  - Anżalika Kaciuha, białoruska łyżwiarka szybka
  - Sam Mack, amerykański koszykarz
  - Louis Tylka, amerykański duchowny katolicki, biskup koadiutor Peorii
  - Michael Utting, nowozelandzki piłkarz, bramkarz
  - Dzintars Zaķis, łotewski polityk
  - Marcin Zieleniecki, polski prawnik, wykładowca akademicki, urzędnik państwowy
- 1971:
  - Monte Barrett, amerykański bokser
  - Marzena Pawlak, polska lekkoatletka, sprinterka
  - Craig G. Rogers, amerykański urolog
  - Matt Stone, amerykański twórca filmów animowanych
- 1972:
  - Beata Kaszuba, polska pływaczka
  - Krzysztof Rak, polski scenarzysta i producent filmowy
  - Zoltan Sabo, serbski piłkarz (zm. 2020)
  - Vladimir Šujster, chorwacki piłkarz ręczny
- 1973:
  - Werner Ebenbauer, austriacki snowboardzista
  - Magdalena Kožená, czeska śpiewaczka operowa (mezzosopran)
  - Adam Pesapane, amerykański reżyser filmów animowanych i spotów reklamowych
  - Ihor Rachajew, ukraiński piłkarz, trener
- 1974:
  - Ołena Bondarenko, ukraińska dziennikarka, polityk
  - Jay Delano, holenderski piosenkarz, kompozytor, producent muzyczny
  - Lars Frölander, szwedzki pływak
  - Matthew Currie Holmes, kanadyjski aktor
  - Tatiani Katrantzi, niemiecka aktorka pochodzenia greckiego
  - Bartosz Muszyński, polski poeta, tłumacz, podróżnik
  - Oleg Saitow, rosyjski bokser
- 1975:
  - Nicki Lynn Aycox, amerykańska aktorka (zm. 2022)
  - Iwona Bojar, polska ginekolog położnik, wykładowczyni akademicka
  - Lauryn Hill, amerykańska piosenkarka
  - Kwasi Kwarteng, brytyjski polityk pochodzenia ghańskiego
  - Dariusz Preis, polski piłkarz
  - Nir Siwilia, izraelski piłkarz
  - Carl Verheijen, holenderski łyżwiarz szybki
- 1976:
  - Scott Humphries, amerykański tenisista
  - Katarzyna Meronk, polska graficzka, malarka
  - Jakub Palacz, polski aktor, dramaturg, performer
- 1977:
  - Nikos Chadziwretas, grecki koszykarz
  - Taufaʻao Filise, tongański rugbysta
  - Goçguly Goçgulyýew, turkmeński piłkarz
  - Chrisis Michail, cypryjski piłkarz
  - Michal Riszdorfer, słowacki kajakarz
  - Tara Snyder, amerykańska tenisistka
  - Luca Toni, włoski piłkarz
- 1978:
  - Miroslav Barčík, słowacki piłkarz
  - Kelvin Davis, amerykański bokser
  - Benji Gregory, amerykański aktor (zm. 2024)
  - Dan Parks, szkocki rugbysta pochodzenia australijskiego
  - Jakub Pokorski, polski gitarzysta, wokalista, autor tekstów, członek zespołu Lao Che
- 1979:
  - Hüseyin Çimşir, turecki piłkarz
  - Grzegorz Kiełsa, polski bokser
  - Katarzyna Łaska, polska aktorka, wokalistka
  - Aleksiej Markow, rosyjski kolarz szosowy i torowy
  - Jonas Reckermann, niemiecki siatkarz plażowy
- 1980:
  - Sergio Boris, hiszpański piłkarz
  - Karol Borja, peruwiańska lekkoatletka, tyczkarka
  - Mamadou Coulibaly, iworyjski piłkarz
  - Paolo Cozzi, włoski siatkarz
  - Mariana McCarthy, kubańska lekkoatletka, tyczkarka
  - Giedrius Surplys, litewski politolog, polityk
- 1981:
  - Anthony Ervin, amerykański pływak
  - Eda-Ines Etti, estońska piosenkarka
  - Maria Góralczyk, polska aktorka, modelka
  - Yazid Kaïssi, marokańsko-francuski piłkarz
  - Răzvan Raț, rumuński piłkarz
  - Kevin Sammut, maltański piłkarz
  - Isaac Slade, amerykański muzyk, wokalista, członek zespołu The Fray
- 1982:
  - Monique Alexander, amerykańska aktorka pornograficzna
  - Kithson Bain, grenadyjski piłkarz
  - Leslie Butkiewicz, belgijska tenisistka
  - Nenad Erić, kazachski piłkarz, bramkarz pochodzenia serbskiego
  - Gonzalo Heredia, argentyński aktor
  - Hasan Kabze, turecki piłkarz
  - Tomoaki Maeno, japoński seiyū
  - Maja Pietrowa, rosyjska piłkarka ręczna
  - Wahid Taleblu, irański piłkarz, bramkarz
- 1983:
  - Sushil Kumar, indyjski zapaśnik
  - Patrycja Mikszto, polska piłkarka ręczna, bramkarka
  - Rodica Șerban, rumuńska wioślarka
  - Demy de Zeeuw, holenderski piłkarz
- 1984:
  - Maciej Bochniak, polski reżyser i scenarzysta filmowy
  - Jamie Lynn Gray, amerykańska strzelczyni sportowa
  - Łukasz Szukała, polski piłkarz
- 1985:
  - Simeon Bulgaru, mołdawski piłkarz
  - Martin Damsbo, duński łucznik
  - Gia Maczawariani, gruziński sztangista
  - Anna Schultze, niemiecka lekkoatletka, tyczkarka
- 1986:
  - Àstrid Bergès-Frisbey, francusko-hiszpańska aktorka
  - Nao Kodaira, japońska łyżwiarka szybka
  - Matti Oivanen, fiński siatkarz
  - Mikko Oivanen, fiński siatkarz
  - Aleksiej Ostapienko, rosyjski siatkarz
  - Wieranika Szutkowa, białoruska lekkoatletka, skoczkini w dal
- 1987:
  - Madeleine Dupont, duńska curlerka
  - Diana Khisa, kenijska siatkarka
  - Daniel Lackner, austriacki skoczek narciarski
  - Olcay Şahan, turecki piłkarz
  - Łukasz Schreiber, polski polityk, poseł na Sejm RP
  - Ilona Sojda, polska piosenkarka
- 1988:
  - Babatunde Aiyegbusi, polski futbolista pochodzenia nigeryjskiego
  - Juan Cuadrado, kolumbijski piłkarz
  - Katherine Fulp-Allen, amerykańska zapaśniczka
  - Rewaz Laszchi, gruziński zapaśnik
  - Susann Müller, niemiecka piłkarka ręczna
  - Luís Neto, portugalski piłkarz
  - Orlando Sá, portugalski piłkarz
  - Dani Samuels, australijska lekkoatletka, kulomiotka, dyskobolka
  - Rasmus Stjerne, duński curler
  - Akito Watabe, japoński kombinator norweski
- 1989:
  - Aušrinė Armonaitė, litewska politolog, polityk
  - Diana Ford, kanadyjska zapaśniczka
  - Tomáš Pekhart, czeski piłkarz
  - Jean Randrianasolo, madagaskarski piłkarz, bramkarz
  - Thamsanqa Sangweni, południowoafrykański piłkarz
  - Ana Santos, portugalska wioślarka
- 1990:
  - Ufuk Budak, azerski piłkarz pochodzenia tureckiego
  - Eric Griffin, amerykański koszykarz
  - Denise Groot, holenderska lekkoatletka, tyczkarka
  - Simon Gustafsson, szwedzki żużlowiec
  - Jurij Łodygin, rosyjski piłkarz, bramkarz
  - Guillaume Rufin, francuski tenisista
- 1991:
  - Andrè Fosså Aguiluz, norweski kolarz BMX
  - Karol Dziuba, polski aktor
  - Julianna Rose Mauriello, amerykańska aktorka
  - Chris Mavinga, kongijski piłkarz
  - Soufiane Talal, marokański piłkarz
- 1992:
  - Jonathan Cantillana, palestyński piłkarz pochodzenia chilijskiego
  - Bartosz Mariański, polski siatkarz
  - Rocky Nyikeine, nowokaledoński piłkarz, bramkarz
  - Germain Sanou, burkiński piłkarz, bramkarz
  - Lara Stock, niemiecko-chorwacka szachistka
- 1993:
  - Trey Davis, amerykański koszykarz
  - Katerine Savard, kanadyjska pływaczka
  - Gustav Valsvik, norweski piłkarz
  - Władimir Żoga, ukraiński prorosyjski separatysta, pułkownik (zm. 2022)
- 1994:
  - Elliot Giles, brytyjski lekkoatleta, średniodystansowiec
  - Miljan Govedarica, bośniacki piłkarz
  - Ronald Kampamba, zambijski piłkarz
  - Cornelia Lister, szwedzka tenisistka
  - Jherson Vergara, kolumbijski piłkarz
  - Adrian Wala, polski judoka
- 1995:
  - Dmytro Biłonoh, ukraiński piłkarz
  - Roland Gálos, węgierski bokser
  - Enchbatyn Gantujaa, mongolska zapaśniczka
  - Filip Piszczek, polski piłkarz
  - Gieorgij Tigijew, rosyjski piłkarz
- 1996:
  - Ahmad Abd ar-Rahman, egipski judoka
  - Caroline Agnou, szwajcarska lekkoatletka, wieloboistka
  - Buse Naz Çakıroğlu, turecka pięściarka
  - Lukáš Haraslín, słowacki piłkarz
  - Lukas Klünter, niemiecki piłkarz
- 1997:
  - Mathew Barzal, kanadyjski hokeista
  - Grace Carter, brytyjska piosenkarka, autorka tekstów
  - Marta Lach, polska kolarka szosowa
  - Larisa Ocvirk, słoweńska koszykarka
  - Andrei Toader, rumuński lekkoatleta, kulomiot
- 1998:
  - Wladimir Arzumanian, ormiański piosenkarz, tancerz
  - Denil Maldonado, honduraski piłkarz
  - Busenaz Sürmeneli, turecka pięściarka
  - Montassar Talbi, tunezyjski piłkarz
- 1999:
  - Antoine Bernède, francuski piłkarz pochodzenia kameruńskiego
  - Johan Price-Pejtersen, duński kolarz szosowy i torowy
- 2000:
  - Randija Harcha, algierska zapaśniczka
  - Hannah Neise, niemiecka skeletonistka
  - Dereon Seabron, amerykański koszykarz
- 2001:
  - Adrián Bernabé, hiszpański piłkarz
  - Alexander Prass, austriacki piłkarz
  - Vinicius Rangel, brazylijski kolarz szosowy
- 2002:
  - Meýlis Durdyýew, turkmeński piłkarz
  - Patryk Grzegorzewicz, polski lekkoatleta, sprinter
  - Jan Thielmann, niemiecki piłkarz
- 2003:
  - Dominick Barlow, amerykański koszykarz
  - Giorgi Sardalaszwili, gruziński judoka
  - Arsen Zacharian, rosyjski piłkarz pochodzenia ormiańskiego
- 2004 – Anna Rugowska, polska lekkoatletka, skoczkini w dal i trójskoczkini
- 2005 – Nela mała reporterka, polska podróżniczka, autorka i współautorka dziecięcych książek podróżniczych i programów telewizyjnych
- 2006 – Minette Kruger, południowoafrykańska zapaśniczka
- 2007 – Marc Bernal, hiszpański piłkarz

## Zmarli
- 604 – Augustyn z Canterbury, pierwszy arcybiskub Canterbury, święty katolicki, anglikański i prawosławny (ur. ?)
- 946 – Edmund I, król Anglii (ur. 921)
- 1035 – Berengar Rajmund I, hrabia Barcelony (ur. ?)
- 1055 – Adalbert I Babenberg, margrabia Austrii (ur. ok. 985)
- 1348 – Imbert Dupuis, francuski kardynał (ur. ?)
- 1401 – Andrzej Franchi, włoski duchowny katolicki, dominikanin, biskup Pistoi, błogosławiony (ur. 1335)
- 1512 – Bajazyd II, sułtan Imperium Osmańskiego (ur. 1447/48)
- 1536 – Francesco Berni, włoski duchowny katolicki, poeta (ur. ok. 1497)
- 1584 – Samuel Zborowski, hetman kozacki, rotmistrz królewski, kalwinista (ur. ?)
- 1595 – Filip Neri, włoski duchowny katolicki, święty (ur. 1515)
- 1644 – Alfons III d’Este, książę Modeny i Reggio (ur. 1591)
- 1645 – Maria Anna od Jezusa z Paredes, ekwadorska tercjarka franciszkańska, święta (ur. 1618)
- 1648 – Vincent Voiture, francuski poeta (ur. 1597)
- 1653 – Robert Filmer, angielski teoretyk polityczny (ur. 1588)
- 1679 – Ferdynand Maria, elektor Bawarii (ur. 1636)
- 1691 – Kazimierz Władysław Siesicki, marszałek Trybunału Głównego Wielkiego Księstwa Litewskiego, kuchmistrz wielki litewski, chorąży i podstoli wiłkomierski (ur. ?)
- 1693 – Madame de La Fayette, francuska pisarka (ur. 1634)
- 1703:
  - Louis-Hector de Callière francuski wojskowy, administrator kolonialny (ur. 1648)
  - Samuel Pepys, angielski pamiętnikarz (ur. 1633)
- 1706 – Marcantonio Barbarigo, włoski duchowny katolicki, arcybiskup ad personam Montefiascone, kardynał (ur. 1640)
- 1709 – Baldassare Cenci, włoski duchowny katolicki, arcybiskup Fermo, kardynał (ur. 1648)
- 1721 – Henrietta Rénard, Francuzka, kochanka króla polskiego Augusta II Mocnego (ur. 1685)
- 1747 – Piotr Sans i Yordà, hiszpański duchowny katolicki, dominikanin, misjonarz, biskup, męczennik, święty (ur. 1680)
- 1755 – Louis Mandrin, francuski handlarz końmi, rozbójnik (ur. 1725)
- 1774 – Wilhelm Reinhard von Neipperg, austriacki generał (ur. 1684)
- 1780 – Guillaume-François Le Trosne, francuski prawnik, ekonomista (ur. 1728)
- 1813 – Moses Robinson, amerykański prawnik, polityk (ur. 1741)
- 1816 – Adrian Zingg, szwajcarski malarz, rysownik, grafik, miedziorytnik (ur. 1734)
- 1818 – Michaił Barclay de Tolly, rosyjski feldmarszałek (ur. 1761)
- 1821 – Constance Mayer, francuska malarka (ur. 1775)
- 1828 – John Oxley, brytyjski żeglarz, urzędnik kolonialny, podróżnik, odkrywca wschodniej Australii (ur. 1785)
- 1831:
  - Georg Hermes, niemiecki teolog katolicki (ur. 1775)
  - Henryk Ignacy Kamieński, polski generał, uczestnik powstania listopadowego (ur. 1777)
  - Ludwik Kicki, polski generał, uczestnik powstania listopadowego (ur. 1791)
- 1839 – Józef Chang Sŏng-jib, koreański męczennik, święty (ur. 1786)
- 1844 – Jacques Laffitte, francuski bankier, polityk, premier Francji (ur. 1767)
- 1845 – Jónas Hallgrímsson, islandzki poeta, prozaik, tłumacz, naturalista (ur. 1807)
- 1855 – Jean Isidore Harispe, francuski generał, marszałek i par Francji (ur. 1768)
- 1861:
  - Jan Đoàn Trinh Hoan, wietnamski duchowny katolicki, męczennik, święty (ur. ok. 1798)
  - Mateusz Nguyễn Văn Ðắc, wietnamski męczennik, święty (ur. ok. 1808)
- 1862 – Isaac Babbitt, amerykański złotnik, wynalazca (ur. 1799)
- 1863 – Henryk Dmochowski, polski rzeźbiarz, uczestnik powstania listopadowego (ur. 1810)
- 1870 – Johann Heinrich Blasius, niemiecki zoolog, ornitolog (ur. 1809)
- 1871:
  - Adolf Rozwadowski, polski działacz niepodległościowy, uczestnik powstania listopadowego (ur. 1813)
  - Michał Szweycer, polski fotograf, działacz niepodległościowy, uczestnik powstania listopadowego (ur. 1808)
- 1876:
  - František Palacký, czeski historyk, polityk, wykładowca akademicki (ur. 1798)
  - Panajot Wołow, bułgarski działacz niepodległościowy (ur. 1850 lub 51)
- 1877 – Takayoshi Kido, japoński polityk, samuraj (ur. 1833)
- 1881 – Richard Ladislaus Heschl, austriacki lekarz, anatom (ur. 1824)
- 1883 – Abd al-Kadir, emir algierski (ur. 1808)
- 1884 – Wilhelm Achtermann, niemiecki rzeźbiarz (ur. 1799)
- 1897 – Maurycy Fajans, polski przedsiębiorca pochodzenia żydowskiego (ur. 1827)
- 1898 – Michał Hieronim Leszczyc-Sumiński, polski malarz, botanik, kolekcjoner dzieł sztuki (ur. 1820)
- 1902:
  - Jean-Joseph Benjamin-Constant, francuski malarz, grafik (ur. 1845)
  - Walerij Jakobi, rosyjski malarz (ur. 1843)
  - Edward Maria Adolf Stadnicki, polski ziemianin, polityk (ur. 1817)
  - Almon Strowger, amerykański przedsiębiorca pogrzebowy, wynalazca (ur. 1839)
- 1903 – Hnat Halka, ukraiński duchowny greckokatolicki, polityk (ur. 1824)
- 1904 – Georges Gilles de la Tourette, francuski neurolog (ur. 1857)
- 1906 – Edward Gniewosz, polski ziemianin, polityk (ur. 1822)
- 1907 – Ida McKinley, amerykańska pierwsza dama (ur. 1847)
- 1908 – Mirza Gulam Ahmad, indyjski reformator religijny (ur. 1835)
- 1909 – Denys Siczynski, ukraiński kompozytor, dyrygent, pedagog (ur. 1865)
- 1910 – Marian Gawalewicz, polski prozaik, dramaturg, publicysta (ur. 1852)
- 1912:
  - Jan Blockx, belgijski pianista, kompozytor (ur. 1851)
  - Eduardo López de Romaña, peruwiański inżynier, polityk, prezydent Peru (ur. 1847)
  - Amelia Wittelsbach, księżniczka bawarska, księżna Urach (ur. 1865)
- 1915:
  - Emil Lask, niemiecki filozof, wykładowca akademicki pochodzenia żydowskiego (ur. 1875)
  - Nexhati Libohova, albański polityk (ur. 1877)
- 1918:
  - Carlo Forlanini, włoski lekarz internista (ur. 1847)
  - Tadeusz Majewski, polski lekarz, kapitan Legionów Polskich (ur. 1871)
  - Franciszek Symon, polski duchowny katolicki, biskup pomocniczy mohylewski, biskup nominat płocki (ur. 1841)
- 1921 – Karl Scharon, niemiecki pilot wojskowy, as myśliwski (ur. 1892)
- 1922:
  - Aleksandr Bernstein, rosyjski neurolog, psychiatra, psychoanalityk, wykładowca akademicki pochodzenia żydowskiego (ur. 1870)
  - Ernest Solvay, belgijski chemik, przemysłowiec, filantrop (ur. 1838)
  - Makary (Tielegin), rosyjski mnich prawosławny, święty nowomęczennik (ur. 1876)
- 1923 – Albert Leo Schlageter, niemiecki bojówkarz (ur. 1894)
- 1924 – Victor Herbert, amerykański kompozytor, dyrygent, wiolonczelista pochodzenia irlandzkiego (ur. 1859)
- 1925 – Józef Ryszkiewicz (ojciec), polski malarz (ur. 1856)
- 1926 – Arthur Somerset, brytyjski arystokrata, polityk (ur. 1851)
- 1927:
  - Aimé Cassayet-Armagnac, francuski rugbysta (ur. 1893)
  - Boris Kustodijew, rosyjski malarz, grafik (ur. 1878)
  - Antoni Mikołaj Ogrodowicz, polski ziemianin, uczestnik powstania styczniowego (ur. 1846)
- 1929 – Richard Heintz, belgijski malarz (ur. 1871)
- 1931 – Hermann Grotefend, niemiecki historyk, archiwista (ur. 1845)
- 1932 – Józef Birnbaum, polski przemysłowiec, chemik, kamienicznik pochodzenia żydowskiego (ur. 1857)
- 1933 – Jimmie Rodgers, amerykański piosenkarz i muzyk country (ur. 1897)
- 1934:
  - Alfons Sycylijski, włoski arystokrata (ur. 1841)
  - Aleksander Żabczyński, polski generał dywizji (ur. 1866)
- 1936 – Heribert Holzapfel, niemiecki franciszkanin, historyk (ur. 1868)
- 1937:
  - Adolf Heidenhain, niemiecki neurolog pochodzenia żydowskiego (ur. 1893)
  - Karel Kramář, czeski polityk, pierwszy premier Czechosłowacji (ur. 1860)
- 1938:
  - Maria Kazecka, polska pisarka, poetka, działaczka społeczna (ur. 1880)
  - Władimir Wierny, radziecki polityk (ur. 1901)
- 1940:
  - Wilhelm Hohenzollern, pruski książę (ur. 1906)
  - Wojciech Zwarra, polski działacz polityczny i związkowy w Wolnym Mieście Gdańsku (ur. 1890)
- 1942:
  - Fiodor Kostienko, radziecki generał porucznik (ur. 1896)
  - Maria Michał Kowalski, polski arcybiskup mariawicki, teolog, pisarz, publicysta, święty (ur. 1871)
  - Jelena Ubijwowk, radziecka partyzantka (ur. 1918)
- 1943:
  - Tosia Altman, żydowska uczestniczka powstania w getcie warszawskim (ur. 1918)
  - Isador Coriat, amerykański psychiatra, psychoanalityk, neurolog, wykładowca akademicki pochodzenia żydowskiego (ur. 1875)
  - Edsel Ford, amerykański przedsiębiorca, filantrop (ur. 1893)
  - Piotr Gołąb, polski werbista, męczennik, Sługa Boży (ur. 1888)
- 1944:
  - Witold Conti, polski aktor, śpiewak (ur. 1908)
  - Edmund Horton, amerykański bobsleista (ur. 1895)
  - John Roxborough Norman, brytyjski ichtiolog (ur. 1899)
  - Jadwiga Spiess, polska pianistka, propagatorka i mecenas sztuki (ur. 1851)
  - Christian Wirth, niemiecki funkcjonariusz i zbrodniarz nazistowski (ur. 1885)
  - Aleksandr Żukow, radziecki funkcjonariusz organów bezpieczeństwa, polityk (ur. 1900)
- 1945 – Wacław Bębnowski, polski rzeźbiarz (ur. 1865)
- 1946:
  - Władysław Kabaciński, polski porucznik piechoty, żołnierz AK (ur. 1893)
  - Gasper Thaçi, albański duchowny katolicki, arcybiskup szkoderski i prymas Albanii, więzień sumienia (ur. 1889)
  - Fryderyk Waldeck-Pyrmont, niemiecki arystokrata (ur. 1865)
- 1948:
  - Mirin Dajo, holenderski fakir, uzdrowiciel, medium, wizjoner (ur. 1912)
  - Theo Morell, niemiecki lekarz, polityk nazistowski (ur. 1886)
- 1950 – Stanisław Kętrzyński, polski historyk, dyplomata (ur. 1876)
- 1951 – Lincoln Ellsworth, amerykański pilot, podróżnik, polarnik, odkrywca (ur. 1880)
- 1953 – Aleksander Rode, polski pułkownik (ur. 1907)
- 1954 – Omer Nishani, albański polityk, lekarz, dziennikarz, tłumacz (ur. 1887)
- 1955 – Alberto Ascari, włoski kierowca wyścigowy (ur. 1918)
- 1957 – Robert Lawson, amerykański autor literatury dziecięcej, rysownik (ur. 1892)
- 1964 – Sven Friberg, szwedzki piłkarz (ur. 1895)
- 1965 – Václav Machek, czeski językoznawca, slawista, bałtysta, etymolog (ur. 1894)
- 1966 – Jan Henryk Jedynak, polski działacz ludowy, polityk, wicemarszałek Sejmu (ur. 1892)
- 1967:
  - Gideon Ståhlberg, szwedzki szachista (ur. 1908)
  - George E. Stone, amerykański aktor pochodzenia żydowskiego (ur. 1903)
- 1969 – Paul Hawkins, australijski kierowca wyścigowy (ur. 1937)
- 1970 – Władysław Borawski, polski inżynier, architekt (ur. 1892)
- 1972 – Armando dos Santos, brazylijski piłkarz (ur. 1911)
- 1973:
  - Jakub Lipszyc, litewski rzeźbiarz (ur. 1891)
  - Karl Löwith, niemiecki filozof (ur. 1897)
- 1974:
  - Stewart Alsop, amerykański dziennikarz, wydawca (ur. 1914)
  - Enrico Medi, włoski fizyk, polityk, Sługa Boży (ur. 1911)
  - Silvio Moser, szwajcarski kierowca wyścigowy (ur. 1941)
- 1976:
  - Martin Heidegger, niemiecki filozof (ur. 1889)
  - Edgar Moon, australijski tenisista (ur. 1904)
  - Józef Witkowski, polski astronom, astrofizyk, geofizyk (ur. 1892)
- 1977 – Czesław Wycech, polski historyk, działacz ruchu ludowego, polityk, marszałek Sejmu PRL (ur. 1899)
- 1978:
  - Zygmunt Chmielewski, polski aktor, reżyser teatralny, pedagog (ur. 1894)
  - Erich Hagen, niemiecki kolarz szosowy (ur. 1936)
  - Tamara Karsawina, rosyjska tancerka (ur. 1885)
- 1979 – George Brent, irlandzki aktor (ur. 1899)
- 1980:
  - Marian Kułakowski, polski podpułkownik dyplomowany artylerii, działacz niepodległościowy (ur. 1893)
  - Emil Ochyra, polski szablista (ur. 1936)
- 1981 – Bronisław J. Gubała, polski kapitan żeglugi wielkiej, publicysta, pisarz (ur. 1909)
- 1982:
  - Pamela Hinkson, irlandzka poetka i powieściopisarka (ur. 1900)
  - Kajum Murtazajew, radziecki polityk
- 1983:
  - Jupp Besselmann, niemiecki bokser (ur. 1909)
  - Louise Weiss, francuska pisarka, dziennikarka, polityk (ur. 1893)
- 1984:
  - Edoardo Garzena, włoski bokser (ur. 1900)
  - Lena Wilczyńska, polska aktorka (ur. 1912)
- 1986:
  - Witalij Abałakow, rosyjski alpinista, wynalazca (ur. 1906)
  - Gunnar Björnstrand, szwedzki aktor (ur. 1909)
  - Gian-Carlo Coppola, amerykański producent filmowy (ur. 1963)
- 1987 – Antoni Brzeżańczyk, polski piłkarz, trener (ur. 1919)
- 1988:
  - Jerzy Chojnacki, polski malarz, rzeźbiarz, fotoreporter (ur. 1909)
  - Nicolò Vittori, włoski wioślarz (ur. 1909)
- 1989:
  - Elżbieta Osterwa, polska aktorka (ur. 1914)
  - Don Revie, angielski piłkarz, trener (ur. 1927)
  - Henryk Teleżyński, polski botanik (ur. 1905)
- 1990 – Kazimierz Paszucha, polski taternik, alpinista, chemik (ur. 1908)
- 1991 – Janusz de Rola, polsko-francuski malarz (ur. 1906 lub 1910)
- 1992 – Irena Lewińska, polska śpiewaczka operowa (sopran liryczny) (ur. 1917)
- 1993:
  - Jacek Bierezin, polski poeta (ur. 1947)
  - Irena Zarzycka, polska pisarka (ur. 1900)
- 1994:
  - Juliusz Kydryński, polski pisarz, krytyk teatralny i filmowy, tłumacz (ur. 1921)
  - Norberto Menéndez, argentyński piłkarz (ur. 1936)
- 1995:
  - Edmund Hansen, duński kolarz torowy (ur. 1900)
  - Piotr Malinowski, polski ratownik tatrzański, taternik, alpinista (ur. 1944)
- 1996:
  - Ole Berntsen, duński żeglarz sportowy (ur. 1915)
  - Stefan Jędrychowski, polski publicysta, polityk pochodzenia żydowskiego, członek PKWN, poseł na Sejm PRL, wicepremier, minister spraw zagranicznych i finansów, dyplomata (ur. 1910)
- 1999:
  - Irena Gieysztorowa, polska historyk (ur. 1914)
  - Erik von Kuehnelt-Leddihn, austriacki myśliciel, pisarz i dziennikarz katolicki (ur. 1909)
- 2001 – Roman Codreanu, rumuński zapaśnik (ur. 1952)
- 2002:
  - Josef Bau, polski pisarz, grafik, malarz (ur. 1920)
  - Mamo Wolde, etiopski lekkoatleta, długodystansowiec (ur. 1932)
- 2003:
  - Melitta Brunner, austriacka łyżwiarka figurowa (ur. 1907)
  - Kathleen Winsor, amerykańska pisarka (ur. 1919)
- 2004:
  - Nikołaj Czernych, rosyjski astronom (ur. 1931)
  - Donald Hamish Cameron of Lochiel, szkocki magnat, posiadacz ziemski (ur. 1910)
  - Wiesław Machejko, polski dziennikarz, publicysta, satyryk (ur. 1931)
  - Regina Poślednik, polska rolniczka, polityk, poseł na Sejm PRL (ur. 1921)
- 2005:
  - Eddie Albert, amerykański aktor (ur. 1906)
  - Israel Epstein, chiński dziennikarz, działacz komunistyczny pochodzenia żydowskiego (ur. 1915)
  - Sangoulé Lamizana, burkiński generał, polityk, prezydent Górnej Wolty (ur. 1916)
  - Krzysztof Nowak, polski piłkarz (ur. 1975)
- 2006 – Ted Schroeder, amerykański tenisista (ur. 1921)
- 2007:
  - Hasan Eren, turecki językoznawca (ur. 1919)
  - Marek Krejčí, słowacki piłkarz (ur. 1980)
  - Stefan Rosołowski, polski pisarz, historyk kultury (ur. 1918)
- 2008:
  - Michał Cwynar, polski kapitan pilot, as myśliwski (ur. 1915)
  - Sydney Pollack, amerykański aktor, reżyser i producent filmowy pochodzenia żydowskiego (ur. 1934)
  - Stanisław Witowski-Iskrzyniak, polski malarz (ur. 1909)
- 2009:
  - Wojciech Szczęsny Kaczmarek, polski fizyk, samorządowiec, prezydent Poznania (ur. 1942)
  - Marek Walczewski, polski aktor (ur. 1937)
  - Teodor Wieczorek, polski piłkarz, trener (ur. 1923)
- 2010:
  - Jean Constantin, rumuński aktor (ur. 1928)
  - Pat Stevens, amerykańska aktorka (ur. 1945)
- 2011 – Halina Piekarek-Jankowska, polska geolog, polityk, samorządowiec (ur. 1948)
- 2012:
  - Zuzanna Cembrowska, polska tancerka, modelka, zdobywczyni tytułu Miss Polonia (ur. 1940)
  - Anna-Lisa Eriksson, szwedzka biegaczka narciarska (ur. 1928)
  - Hiroshi Miyazawa, japoński polityk (ur. 1921)
  - Jan Marian Włodek, polski hydrobiolog, ichtiolog (ur. 1924)
- 2013:
  - Otto Muehl, austriacki malarz (ur. 1925)
  - Jack Vance, amerykański pisarz science fiction i fantasy (ur. 1916)
- 2014 – Manuel Uribe, meksykański mechanik, jeden z najcięższych ludzi w historii medycyny (ur. 1965)
- 2015:
  - Vicente Aranda, hiszpański reżyser filmowy (ur. 1926)
  - Gottfried Diener, szwajcarski bobsleista (ur. 1926)
- 2016:
  - Kazimierz Barburski, polski wojskowy, szpadzista (ur. 1942)
  - Loris Capovilla, włoski duchowny katolicki, sekretarz papieża Jana XXIII, arcybiskup Chieti, prałat Loreto, kardynał (ur. 1915)
  - Theodore Dumitru, rumuński piłkarz, trener (ur. 1939)
  - Angela Paton, amerykańska aktorka (ur. 1930)
  - Arturo Pomar Salamanca, hiszpański szachista (ur. 1931)
- 2017:
  - Toni Bertorelli, włoski aktor (ur. 1948)
  - Laura Biagiotti, włoska projektantka mody (ur. 1943)
  - Zbigniew Brzeziński, polsko-amerykański politolog, sowietolog, geostrateg, doradca ds. bezpieczeństwa narodowego USA, działacz polonijny (ur. 1928)
  - Jerzy Nyga, polski duchowny rzymskokatolicki (ur. 1931)
  - Jim Bunning, amerykański baseballista, polityk (ur. 1931)
- 2018:
  - Alan Bean, amerykański pilot wojskowy, astronauta (ur. 1932)
  - Zbigniew Księski, polski szachista (ur. 1954)
  - Roger Piantoni, francuski piłkarz (ur. 1931)
  - Antoni Sołtysik, polski duchowny katolicki, dziennikarz, duszpasterz grup młodzieżowych (ur. 1933)
- 2019:
  - Nina Baryłko-Pikielna, polska profesor nauk rolniczych, specjalistka w dziedzinie badań artykułów żywnościowych (ur. 1930)
  - Prem Tinsulanonda, tajski generał, polityk, premier Tajlandii (ur. 1920)
- 2020:
  - Óscar Braga, angolski duchowny katolicki, biskup Bengueli (ur. 1931)
  - Federico Garcia Vigil, urugwajski dyrygent, kompozytor (ur. 1941)
  - Richard Herd, amerykański aktor (ur. 1932)
  - Irm Hermann, niemiecka aktorka (ur. 1942)
  - Wacław Hryniewicz, polski duchowny katolicki, teolog, ekumenista (ur. 1936)
  - Władimir Łopuchin, rosyjski ekonomista, polityk, minister energetyki (ur. 1952)
- 2021:
  - Adrián Babič, słowacki kolarz górski i szosowy (ur. 1996)
  - Tarcisio Burgnich, włoski piłkarz, trener (ur. 1939)
  - Arturo de Jesús Correa Toro, kolumbijski duchowny katolicki, biskup Ipiales (ur. 1941)
  - Wiesław Kozyra, polski dziennikarz prasowy, felietonista, reportażysta, publicysta (ur. 1940)
  - Ryszard Łukasik, polski inżynier nawigator morski, admirał floty, dowódca Marynarki Wojennej (ur. 1946)
  - Marian Zacharewicz, polski kompozytor, piosenkarz, menedżer i dziennikarz muzyczny (ur. 1945)
- 2022:
  - Michał Cichy, polski siatkarz, trener (ur. 1977)
  - Ciriaco De Mita, włoski prawnik, polityk, eurodeputowany, premier Włoch (ur. 1928)
  - Andrew Fletcher, brytyjski basista, keyboardzista, wokalista, członek zespołów Depeche Mode i Client (ur. 1961)
  - Stefan Laube, polski farmaceuta, pułkownik, uczestnik powstania warszawskiego, działacz kombatancki (ur. 1930)
  - Ray Liotta, amerykański aktor (ur. 1954)
  - Enju Todorow, bułgarski zapaśnik (ur. 1943)
  - Alan White, brytyjski perkusista, członek zespołu Yes (ur. 1949)
  - Sergiusz Wilczycki, białoruski historyk, publicysta (ur. 1926)
- 2023:
  - Roberto Cicciomessere, włoski przedsiębiorca, polityk, eurodeputowany (ur. 1946)
  - Ryszard Jakubisiak, polski aktor (ur. 1948)
  - Leszek Kubin, polsko-amerykański neurofizjolog, wykładowca akademicki (ur. 1953)
- 2024:
  - Devadass Ambrose Mariadoss, indyjski duchowny katolicki, biskup Tanjore (ur. 1947)
  - Marianna Olkowska, polska pisarka, poetka, malarka (ur. 1945)
  - Ludwika Wujec, polska fizyk, działaczka opozycji antykomunistycznej, działaczka samorządowa i polityczna (ur. 1941)
- 2025:
  - Antonio Baseotto, argentyński duchowny katolicki, biskup Añatuya, ordynariusz polowy Argentyny (ur. 1932)
  - Cyryl (Dragunis), grecki duchowny prawosławny, biskup metropolita Imbros i Tenedos (ur. 1942)
  - Robert Jarvik, amerykański kardiolog, naukowiec, wynalazca (ur. 1946)
  - Walid Mubarak, kuwejcki piłkarz (ur. 1959)
  - Charles Rangel, amerykański polityk (ur. 1930)
  - Janusz Siatkowski, polski językoznawca, slawista, profesor nauk humanistycznych, wykładowca akademicki (ur. 1929)
  - Andrzej Walas, polski rugbista, szermierz, kolekcjoner sztuki (ur. 1957)